# Nils Abramson
Nils Hugo Leopold Abramson, född 22 oktober 1931, död 12 mars 2019 i Engelbrekts församling, Stockholm, var professor i produktionsteknisk mätteknik för materians processteknologi vid Tekniska högskolan i Stockholm.
Abramson utvecklande en metod för att för första gången kunna se ljusets rörelse i rummet genom en holografisk metod med korta laserpulser på 10 pikometer vilket blir cirka 3mm långa med tanke på ljusets hastighet. Genom att sedan betrakta den holografiska bilden kunde man se ljusets utbredning i rummet.
Metoden kallades light-in-flight.
Nils Abramson är gravsatt i minneslunden på Galärvarvskyrkogården i Stockholm.